# Mazhar Krasniqi

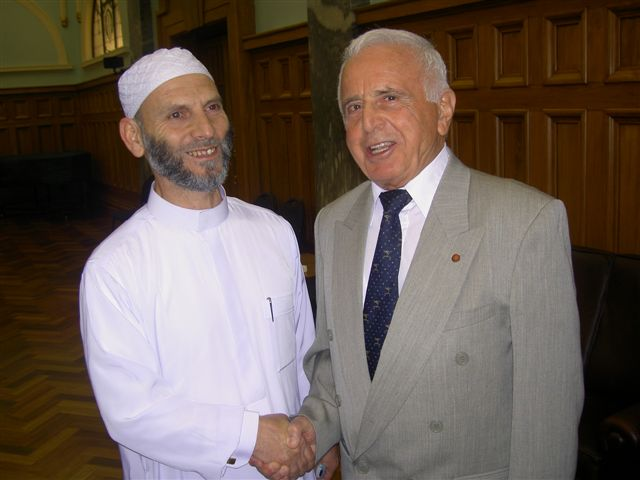
Scheich Airot, Imam der Ponsonby-Moschee (Auckland, Neuseeland), und Mazhar Shukri Krasniqi, Q.S.M. Veranstaltungsort: Silberjubiläumsfeier der Federation of Islamic Associations of New Zealand (FIANZ), 16. November 2005, im Parlament, Wellington, Neuseeland.

Mazhar Krasniqi (* 17. Oktober 1931 in Priština, Königreich Jugoslawien; † 8. August 2019) war ein neuseeländischer orthodox-muslimischer Gemeindeleiter albanischer Herkunft.
In den 1970er und 1980er Jahren war er Leiter der New Zealand Muslim Association. Außerdem wurde er 1979 der erste Präsident der Federation of Islamic Associations of New Zealand.
Am 31. Dezember 2002 wurde ihm vom Generalgouverneur Neuseelands eine Auszeichnung für besondere Verdienste verliehen, die er am 4. April 2003 in Wellington entgegennahm.

## Leben
Mazhar Shukri Krasniqi, Sohn von Shukri Krasniqi und Aisha Minushi, wurde in Pristina, Königreich Jugoslawien, im heutigen Kosovo, geboren. 1950 flüchtete er aus dem damals kommunistischen Jugoslawien und gelangte an Bord des Flüchtlingsschiffs SS Goya nach Neuseeland. Wellington erreichte er am 1. Mai 1951 völlig mittellos. In den folgenden zehn Jahren arbeitete er unter anderem in der Landwirtschaft und in der Industrie in Southland, Waikato und rund um die Bay of Plenty Regionen.
1956 besuchte er den ersten „Muslim Congress“, eine im Entstehen begriffene neuseeländischen Muslim-Vereinigung und wurde ein äußerst aktives Mitglied des Exekutiv-Komitees. Er war dessen Mitglied bis zu seiner Pensionierung im Jahr 1992. 1975 und erneut im Jahr 1987 war er der Präsident.
1960 eröffnete Krasniqi ein Restaurant mit Namen „Albanien“ in Panmure, einem Vorort von Auckland. Er wurde ein erfolgreicher und wohlhabender Geschäftsmann. Im Jahre 1970 eröffnete er einen Kiosk in der neuen Panmure „Swimarama“, und später gründete er die „Neuseeland Naher Osten Export Company“ und ein Wasserbett-Unternehmen.
1965 nahm Krasniqi an einer wichtigen internationalen Konferenz in Mekka in Saudi-Arabien teil.

In den 1970er Jahren unterhielt Krasniqi umfangreiche Kontakte zu den Botschaften muslimischer Staaten in Wellington und Canberra und nahm weiterhin an Konferenzen und Veranstaltungen im Ausland im Auftrag der neuseeländischen muslimischen Gemeinde teil. Er war an der Grundsteinlegung der ersten Moschee Neusesslands am 30. März 1979 beteiligt. Die Moschee-Mitglieder Mazhar Krasniqi, Hajji Rasheed Abdul Rahim, Said Alvi, Mohammed Yakub Patel und Hajji Mohammed Hussein Sahib nahmen Hypotheken auf ihre eigenen Häuser auf, um den Bau zu finanzieren. Weitere Erweiterungsbauten der Halle wurde im Jahr 1987 durchgeführt, als Krasniqi der Präsident der „New Zealand Muslim Association“ war.

## Verband der islamischen Verbände von Neuseeland (FIANZ)
Nach der Gründung der Moschee wurde Mazhar Krasniqi erster Präsident der ersten nationalen muslimischen Organisation Neuseelands, dem „Verband der islamischen Verbände Neuseelands“ (FIANZ).
Ende 1980 übertrug Hajji Muhammad Ali Hrakan, der Generalsekretär der maßgeblichen Muslimischen Weltliga (Rabitah Al-Alam al-Islami),  Mazhar Shukri Krasniqi das Recht zur Ausgabe von Unbedenklichkeitsbescheinigungen für die Ausfuhr von Halāl-Fleisch und anderen Lebensmitteln nach Saudi-Arabien. Fünf Jahre später wurde mit Ashraf Hajji Choudhary, dem Präsidenten der FIANZ, nach langen Verhandlungen mit der „New Zealand Meat Producers Board“ ein entsprechender Vertrag geschlossene. Krasniqi wurde 1985 der erste FIANZ-Halal-Supervisor der Nordinsel. Seine Arbeit führte ihn regelmäßig nach Wairoa, Omahu und Morewa an der Ostküste.
Während der Jahreshauptversammlung des NZMA im Jahre 1992 wurde Mazhar Shukri Krasniqi zum Patron, Haroon Rasheed Aziz von Fidschi wurde zum Präsidenten und Ali Feroze zum Generalsekretär gewählt. Im folgenden Jahr zog sich Krasniqi aus der Politik und aus der Tätigkeit bei der NZMA und FIANZ zurück. Er nahm später noch an Anhörungen des US-Kongresses teil.
Während der Kosovo-Krise 1999 nahm die neuseeländische Regierung auf Bitten Krasniqis 650 albanische Flüchtlinge auf. Am 1. April 1999 organisierte die albanische „Neuseeland Civic League“, deren Präsident Krasniqi war, eine Demonstration in Auckland, um ihre Unterstützung für die US-geführte NATO-Intervention in Jugoslawien zum Ausdruck zu bringen.
Am 31. Dezember 2002 verlieh der Generalgouverneur von Neuseeland Mazhar Krasniqi die „Queen’s Service Medal“ (QSM) für seine Verdienste für die Gemeinschaft der albanischen und der muslimischen Gemeinden im Namen Ihrer Majestät, Königin Elisabeth II.
Im August 2005 feierte die FIANZ ihr silbernes Verbandsjubiläum in eher bescheidenem Rahmen mit einer Broschüre, in der Mazhar Shukri Krasniqi eine Seite mit Glückwünschen gewidmet war.
In einer im gleichen Jahr in Neu-Delhi, Indien, erschienene Studie mit dem Titel „100 große Muslime des 20. Jahrhunderts“ wurden die ersten Präsidenten der FIANZ, unter ihnen Mazhar Krasniqi, aufgeführt. Sein Name steht neben anderen bekannten Namen der orthodox-islamischen Welt wie Ahmed H. Deedat, Alija Izetbegović, Dr. Mahathir Mohamed, Al-Hadsch Mohammed Husain Al Amini, Imam Hassan al-Banna, Ismail-Bey Gaspraly, König Abdul Aziz bin Abdul Rahman Al-Saud und König Faisal bin Abdul Aziz Al Saud, Malcolm X, Mohammed Jinnah, Maulana Mohammed Ilyas, Muhammad Asad, Professor Kurshid Ahmad, der Ajatollah Ruhollah Chomeini Musavi, Sayyid Qutb, Scheich Ahmad Yassin, Sayyid Abul Ala Maududi und anderer.